# Marta Jirásková
Marta Jirásková (7. března 1898 Královské Vinohrady – 6. března 1981 Praha) byla česká sochařka.

## Život

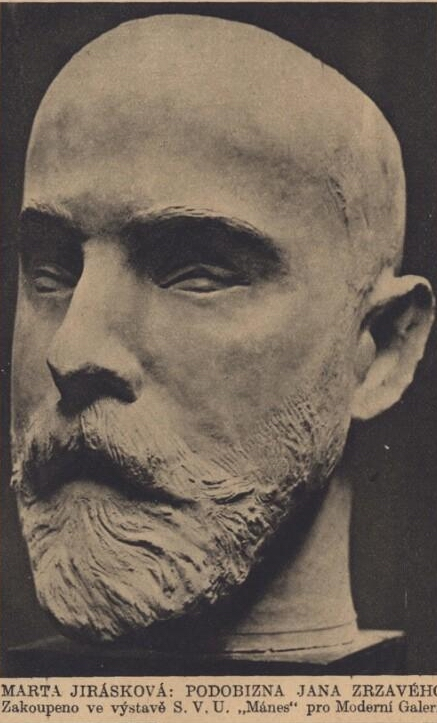
Marta Jirásková: Portrét Jana Zrzavého (Pestrý týden 1929)

Narodila se v rodině bankovního sluhy Adolfa Jiráska (1864–??) a jeho manželky Kateřiny, rozené Martínkové (1865–??). Měla staršího bratra Adolfa, pozdějšího lékaře. Rodina žila nejprve na Královských Vinohradech, v roce 1912 se přestěhovala do Bubenče., kde vlastnila důmu čp. 331.
Marta Jirásková navštěvovala letenské lyceum, kde kreslení vyučovala Julie Mezerová. Modelování portrétů studovala soukromě u sochaře Ladislava Beneše.
Roku 1916 byly přijata na Uměleckoprůmyslovou školu v Praze do sochařské třídy prof. Drahoňovského. (během války sloužila většina mužů v armádě a škola přijímala ženy, které měly zájem studovat sochařství. Akademie ženy odmítala až do roku 1919).
Od roku 1919 byla také žačkou Otakara Španiela a roku 1921 byla přijata na Akademii výtvarných umění do ateliéru Jana Štursy. Spolu s Mary Durasovou byly prvními ženami, které mohly studovat sochařství na Akademii.
V letech 1921–1923 cestovala do Německa, Vídně a Itálie.
Studium ukončila roku 1923 a následujícího roku odjela do Paříže. Zde navštěvovala muzea a galerie, kreslila večerní akt ve škole Grande Chaumiére, chodila na korektury k Émile Bourdellovi a na přednášky Františka Kupky. V letech 1925 a 1931 znovu pobývala v Paříži díky stipendiu Ministerstva školství.
V Praze se seznámila se zakládajícím členem Devětsilu a svým budoucím mužem, architektem Josefem Havlíčkem. Manželé bydleli na Letné ve Šmeralově ulici.
Jirásková vystavovala nejprve jako host (1926), později jako řádný člen SVU Mánes (1929–1949).
Roku 1936 vystavovala na Benátském bienále a o rok později na Světové výstavě v Paříži, kde obdržela Grand Prix. Roku 1937 měla samostatnou výstavu v Hradci Králové.
Ve 30. letech bylo dílo M. Jiráskové často vystavováno a reprodukováno v novinách i uměleckých časopisech a někdy charakterizováno jako žensky vyjádřené ženství. Proti tomu se sama sochařka ohradila a prohlásila, že do umění se nemá míchat feminismus a práce se má dělit jen na dobrou a špatnou, i ženská práce může být mužná.
Jirásková se zúčastnila několika soutěží na podobizny slavných osobností a její portréty jsou součástí veřejných sbírek a vnitřní výzdoby Národního divadla.
V roce 1958 byla její socha Dívka (1938) vystavena v českém pavilonu na Expo 58 v Bruselu.
Roku 1959 navštívila Řecko, v následujících letech Paříž (1960), Vídeň (1967, 1976) a severní Itálii (Benátky, Florencie, Padova, San Gimigniano, Bologna, Pisa, 1968).
Sochařka pracovala v ateliéru v Praze a v Říčkách.
Marta Jirásková zemřela 6. března 1981 v Praze a je pohřbena se svými rodiči a manželem na Bubenečském hřbitově.

## Dílo
Jirásková byla už na lyceu nadanou kreslířkou a přípravu ke studiu na Uměleckoprůmyslové škole i samotné studium absolvovala u sochařů ovlivněných novoklasicismem. Z francouzských sochařů jí byl nejbližší Aristide Maillol a Charles Despiau. V polovině dvacátých let vytvořila několik soch ovlivněných sociálním civilismem (Mladá dívka – paní M.Š., 1926, portrét dr. Benýška, Ženský půlakt).
Zásadním portrétním dílem je v její tvorbě mírně stylizovaná podobizna jejího přítele Jana Zrzavého (1929), která byla vystavena poprvé na výstavě SVU Mánes (1929), později na výstavě československého umění ve Vídni (1934) a získala Grand Prix na Světové výstavě v Paříži (1937).
Portrétní bysty a komorní plastiky se staly hlavní výtvarnou doménou Marty Jiráskové (viz přehled volné tvorby), ale sochařka si dobře poradila i s figurou v životní velikosti. Za její vrcholné dílo je považován ženský akt Dívka (1938), který zakoupila ještě jako sádrový odlitek Moderní galerie. Emil Filla dokonce prohlásil: jediný ženský akt v době meziválečné stvořila žena (M.J.)
Její pozdější ženské figury ze 40. let již nedosáhly podobné kvality a zůstaly spíše skicami, stejně jako socha Mládí z roku 1955.
Ve třicátých letech dostala Marta Jirásková oficiální zakázku na portrétní bysty pro Památník odboje na Vítkově (R. Tyršová, CH. Masaryková). Její bysty jsou oproti jejím předchůdcům Myslbekovi a Štursovi těžší a hmotnější, méně psychologizují, obsahují vůli po jednoduchém tvaru oživeném zevnitř .
Zjednodušenou sumární modelaci sochařka uplatnila u sošek zvířat. Její Sedící a Ležící kočky (1934, glazovaná pálená hlína) byly mimořádnými prémiemi SVU Mánes a později zakoupeny z Biennale v Benátkách (1936).
Po válce Jirásková plnila některé společenské objednávky – portréty politiků, pamětní desky (Karolína Světlá, 1948), portréty navrátilců z koncentračních táborů, ale počátkem 50. let se vrátila k volné portrétní tvorbě studií k portrétu jejího muže, arch. Havlíčka (bysta Josefa Havlíčka dokončena 1962–1963), portrétem sochaře Břetislava Bendy a bystou Emy Destinnové (1953). Spolu s dalšími sochaři (Benda, Stefan, Durasová, Wichterlová) vytvořila domovní znamení z glazované keramiky pro nové věžové domy v Kladně (1958).
V 60. letech sochařka tvořila silně zjednodušené a stylizované figurální plastiky (Milenci, 1962, Na vyhlídce-Sloup, 1962) a pokoušela se o přiblížení k abstrakci v sochách, kde pracovala s cementem (Torzo, 1963–1964, V zahradě, 1963–1965, Skica hlavy, 1965). Stejný materiál použila pro svou poslední velkou figuru Kouzelná flétna (1968–1976). Její portrét Josefa Zítka pro Národní divadlo (1980) zvítězil v soutěži, ale byl odlit až posmrtně.

### Soupis známých děl podle data vzniku

#### Školní práce
- 1917 Matka s dítětem
- 1921 Portrét děvčete
- 1921 Mužské torzo, bronz
- 1922 Mondéna, portrét muže, Portrét sochaře Viktora Bernfesta
- 1923 Česající se (absolventská práce)

#### Volná tvorba do r. 1945
- 1924 Holčička s jablkem (M. Sladká), mramor
- 1924 Tančící pár
- 1924–1925 sochař G. Pospíšil, Mary Durasová
- 1926 Dívka s přehozem
- 1926 U kadeřnice, Podobizna paní M.Š.
- 1927 Ženský půlakt I, Portrét W. Ptáčka
- 1928 Podobizna Dr. Benýška
- 1929 Portrét Ivo Rejžka, Podobizna Jana Zrzavého, Ženský půlakt II
- 1930 Portrétní bysta Renáty Tyršové
- 1931 posmrtná Podobizna Charlotty Masarykové
- 1932–1934 Podobizna děvčátka H.F.
- 1934 Podobizna paní M. Slavíčkové, Vazačka snopů
- 1934 Sedící kočka, Ležící kočka, glazovaná pálená hlína (vystaveno a zakoupeno na Benátském bienále 1936)
- 1936 Portrét děvčátka, Studie dětské hlavy, portrét Bedřicha Feuersteina
- 1937 Portrét Dr. Anny Masarykové, Anny Feuersteinové
- 1938 Dívka, bronz (zakoupeno Moderní galerií, vystaveno Expo 58)
- 1941 Děvčátko (H. Teigeová), Dívka se založenýma rukama
- 1942 Posmrtný portrét Mony Lisy Gabondikiánové
- 1943 E. Chmelová, Dana Jičínská-Laichterová, B. Švejcarová, Dívka s miskou
- 1943 Podobizna MUDr. A. Honzákové

#### Poválečná tvorba

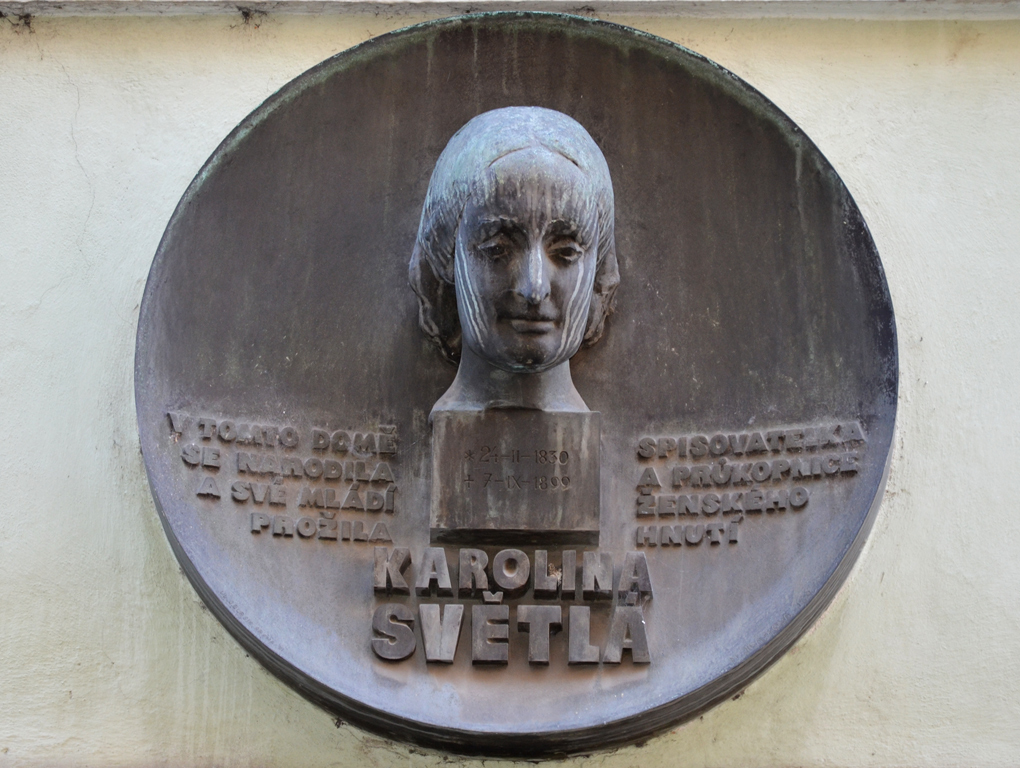
Marta Jirásková, pamětní deska K. Světlé na jejím rodném domě v Praze

- 1947 Klečící děti, Zahradnice, podobizna K. Světlé
- 1948 Pamětní deska Karolíny Světlé
- 1950 portrét architekta Havlíčka (skica)
- 1952 portrét Břetislava Bendy, Martina Hilského
- 1953 Portrétní bysta Emy Destinnové
- 1955 Mládí (tři verze)
- 1956 portrét dítěte (B. Vítková)
- 1956–1957 K vodě
- 1957 portrétní bysta Růženy Naskové, Národní divadlo
- 1957 synové F. Halase, F. Janoušek
- 1958 domovní znamení, věžové domy Kladno [5]
- 1959 podobizna E.F.
- 1961 portrét dítěte (A. Němcová)
- 1962 V přírodě, Na vyhlídce
- 1962 bysta arch. Josefa Havlíčka
- 1963 portrét dítěte (K. Nová)
- 1963–1964 Torzo, bílý cement
- 1963–1965 V zahradě, bílý cement (DU Olomouc)
- 1964 Dětská podobizna Ilji Květoně
- 1966 Portrét MUDr A. Jiráska, K. Havlíčka
- 1967 Tři přítelkyně, portrét Jana Laudy (skica)
- 1967–1968 portrét jednoročního dítěte (S. Meyer Langová)
- 1968 posmrtná podobizna A. Pelce,
- 1968–1974 Kouzelná flétna, beton
- 1973–1974 podobizna MUDR. D. Alberta
- 1974 prof. A. Friedl (skica)
- 1975 poprsí Bohuslava Martinů, portrét Dr. A. Friedla (DU Olomouc)
- 1976 Sousoší sedící rodiny, pískovec, Kladno
- 1980 Podobizna Josefa Zítka (vítězný návrh v soutěži), Národní divadlo
- Další známé portréty: A. Podzemná (1965), Eva Feiglová, Květoňová, M. Šubrtová (1956), A. Nepeřená (1955), Běla Kučerová (1955–1956)

### Ocenění
- 1933 Čestné uznání Československé akademie věd a umění (opětovně 1944)
- 1935 Tyršova cena
- 1937 Grand Prix, Světová výstava v Paříži (za portrét jana Zrzavého)
- 1967 Čestné uznání na 1. Pražském salonu
- 1968 Zasloužilá umělkyně

### Zastoupení ve sbírkách
- Národní galerie v Praze
- Muzeum umění Olomouc
- Galerie výtvarného umění v Ostravě
- Oblastní galerie Vysočiny v Jihlavě
- Severočeská galerie výtvarného umění v Litoměřicích
- Oblastní galerie v Liberci
- Galerie umění Karlovy Vary
- Alšova jihočeská galerie v Hluboké nad Vltavou
- Galerie výtvarného umění v Náchodě

### Výstavy
- 1926–1940 výstavy SVU Mánes
- 1928 československé umění, Výstava soudobé kultury, Brno
- 1929 Moderní žena, Brno
- 1936 Bienále, Benátky
- 1937 Světová výstava, Paříž

Marta Jirásková, plastiky, Rudolf Vejrych, obrazy, Hradec Králové
- 1946 Člověk a práce, pavilón Myslbek, Praha
- 1949 obrazy, plastiky, grafika, Uměleckoprůmyslové muzeum, Brno
- 1950 Československé malířství a sochařství, Dělnický dům, Kladno
- 1958 Expo 58, Brusel
- 1960 Československé výtvarnice k 50. výročí MDŽ, Praha

Výstava tvůrčí skupiny Mánes
- 1963 Plastik und Blumen, Treptower Park, NDR
- 1964 Kresby a plastiky Štursových žáků, Belveder, Praha
- 1965 Sochařská bilance, Olomouc
- 1968 České sochařství od Myslbeka po naše dny, Musée Rodin, Paříž
- 1972 výstava sochařských studií a kreseb, Galerie Václava Špály, Praha
- 1978 výstava ke 100. výročí nar. L. Janáčka, Hukvaldy
- 1951–1959 výstavy SČVU, Jízdárna Pražského hradu
- 1949–1970 přehlídky československého výtvarného umění v zahraničí